# Karabina De Lisle
De Lisle Commando carabine byla britská karabina používaná během druhé světové války a je považována za jednu z nejtišších zbraní, jaká byla kdy vyrobena. De Lisle vytvářela při střelbě hluk pouhých 85,5 dB –– jiné zbraně s tlumiči vytváří hluk 117 až 140 dB.

## Historie
Design zbraně vytvořil William Godfray de Lisle, v té době pracující na ministerstvu letectví. První prototyp v ráži .22 Long Rifle si nechal patentovat a představil jej Malcolmu Campbellovi z Velitelství kombinovaných operací. Ten se rozhodl zbraň okamžitě otestoval střelbou do Temže ze střechy New Adelphi Building v Londýně, aby zjistil, zda chodci na ulici zaznamenají nějaký hluk. Výstřely nikdo nezaznamenal a zbraň udělala na vedení kombinovaných operací velký dojem.
Byl vznesen požadavek na konstrukci zbraně v ráži 9 mm, ale ten se neosvědčil a až 3. prototyp v ráži .45 ACP byl úspěšný. Ráže .45 ACP se nabízela, protože byla již v britské armádě používána a hlavně standardně dosahovala podzvukové rychlosti, tudíž nebylo potřeba použít speciální podzvukové střelivo. Po srovnávacích testech s pistolí Welrod a samopalem Sten opatřeným tlumičem se potvrdilo, že De Lisle je dostatečně tichá ale přesnější, a spolehlivější. Bylo rozhodnuto vyrobit 600 zbraní pro potřeby Commandos. Po vylodění v Normandii již nebyly karabiny pro speciální akce potřeba, zakázka byla stornována a stihlo se vyrobit zhruba jen 130 zbraní (přesný počet není znám).

## Konstrukce
Základem nové karabiny se stala puška Lee – Enfield No. Mk.III., ze které byla použita pažba a závěr, který byl zkrácen a upraven na ráži .45 ACP. Původní puškový zásobník byl odstraněn a na jeho místo byl vložen upravený zásobník z pistole Colt 1911. Zkrácená hlaveň byla použita ze samopalu Thompson. Před hlaveň byl umístěn jednoduchý, ale prostorný tlumič rozdělený 13 přepážkami z lehké slitiny, který spolehlivě utlumil tlak spalin unikajících za projektilem.